# Otwarcie pionem królewskim
Otwarcie pionem królewskim – otwarcie szachowe, rozpoczynające się posunięciem:
1. e4

Jest to najpopularniejszy pierwszy ruch białych w szachach. Prowadzi on do debiutów z kategorii otwartych (gdy czarne odpowiedzą 1. ... e5) lub półotwartych (gdy czarne zagrają coś innego).

## Możliwe odpowiedzi
1. ... c5 - obrona sycylijska. Jest najczęściej grywaną odpowiedzią czarnych na ruch 1. e4. Pion c5 kontroluje centralne pole d4.
1. ... e5 to druga najpopularniejsza opcja. Prowadzi do wielu znanych debiutów, takich jak partia włoska, partia hiszpańska czy gambit królewski. Gra zazwyczaj ma charakter otwarty.
1. ... c6 - obrona Caro-Kann. Czarne zagrywają c6, by zająć solidne centrum ruchem d5.
1. ... d6 - obrona Pirca. W tym otwarciu czarne pozwalają zająć białym centrum, by później je atakować.
1. ... Sf6 - obrona Alechina. Również pozwala białym zająć centrum zyskując tempa na skoczku, z ideą późniejszego atakowania go.